# Театральный бинокль

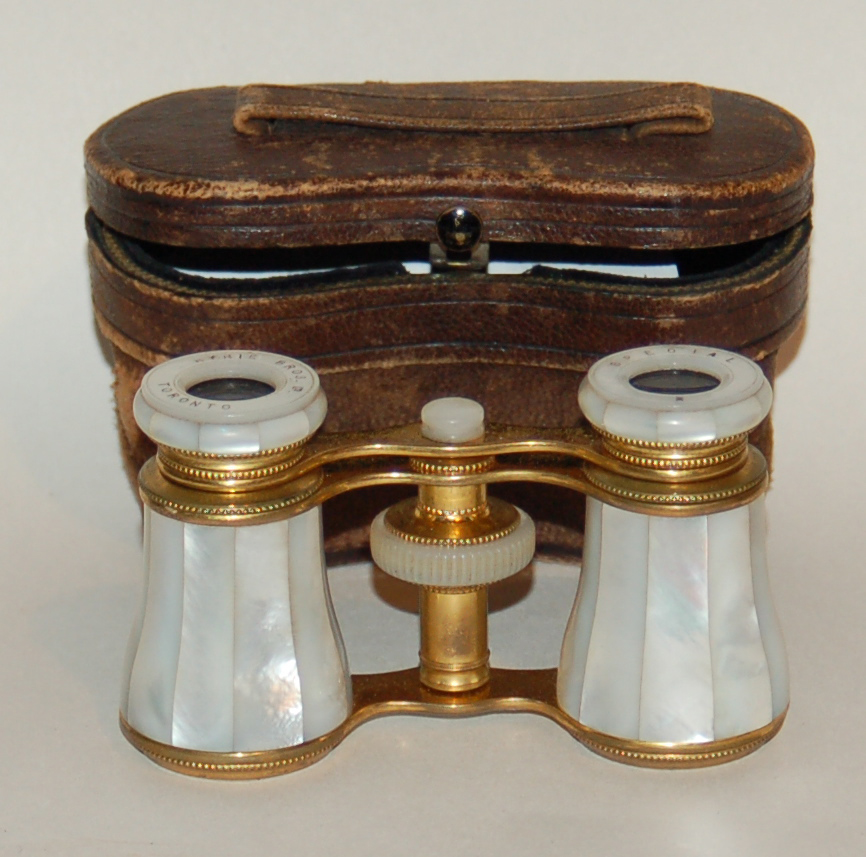
Театральный бинокль

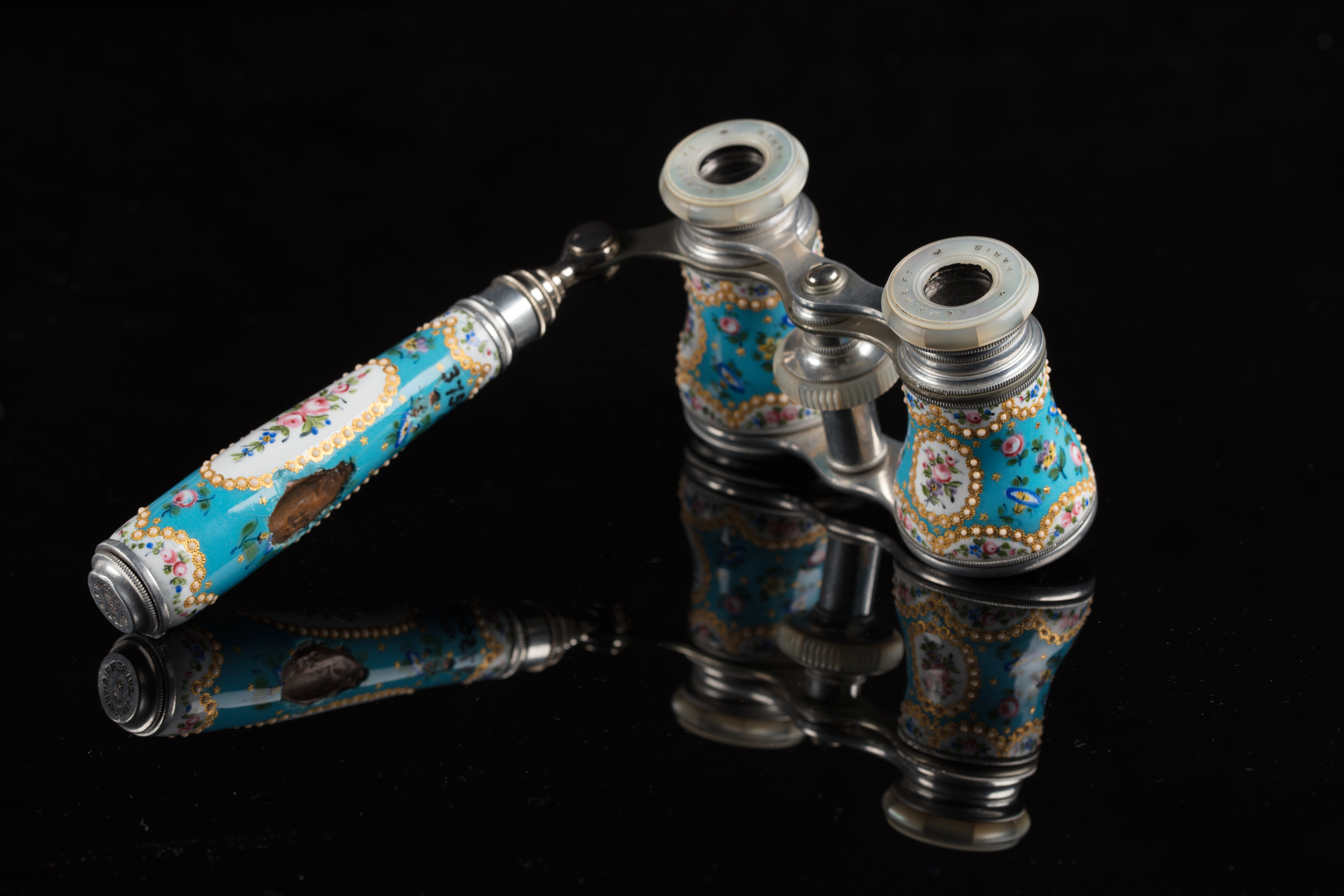
театральный бинокль с ручкой, 19 век

Театральный бинокль — оптический прибор, предназначенный для наблюдения театральных, цирковых, эстрадных представлений, спортивных соревнований. Применяется также во время туристических походов и экскурсий.
Фокусировка осуществляется вращением маховичка. Выпускается в корпусах разных цветов, с увеличением от 2,3 до 4 крат. Бинокли с увеличением 2,5 крат обеспечивают получение резкого изображения предметов, удалённых от наблюдателя на расстояние от 1 метра, а с увеличением 4 крат — от 2 метров.
За счёт невысокого увеличения театральные бинокли имеют большое поле зрения, что важно для просмотра представлений.